# Peggy Serame
Peggy Onkutlwile Serame est une femme politique botswanaise.

## Carrière
Peggy  Serame a travaillé en tant que microéconomiste au Ministère de la Finance du Botswana.
En novembre 2019, elle devient membre du Parlement du Botswana ainsi que Ministre de l'Investissement, du Commerce et de l'Industrie. Elle est nommée Ministre des Finances le 16 avril 2021.